# 12246 Плиска
(12246) Плиска е астероид от главния астероиден пояс.
Открит е от българската астрономка Виолета Иванова в Националната астрономическа обсерватория на връх Рожен (в Родопите) на 11 септември 1988 г.
Наименуван е на Плиска – столица на Първата българска държава и родно място на откривателката на астрономическия обект.